# هلال دوشي
هلال دوشي(ولد في 22 أكتوبر 1993 ) لاعب كرة قدم سعودي و يلعب في الظهير الأيسر، و يلعب حالياً مع نادي الخالدي.

## مسيرة اللاعب
كانت بداياته مع نادي الوطني و إنتقل إلى نادي الشعلة عام 2017 و لكن لم يشارك معهم و انتقل إلى نادي الدرعية و عاد إلى الوطني في عام 2018 و وقع مع نادي العروبة في عام 2019 و وقع مع نادي النجمة في عام 2020 و انتقل إلى نادي التقدم مطلع عام 2021 و انتقل إلى النادي العربي في صيف عام 2021 و انتقل إلى نادي البكيرية مطلع عام 2022 و انتقل إلى نادي النهضة مطلع عام 2023 ولعب بعدها مع نادي عرعر ونادي الخالدي.